# Irina Baeva
Irina Baeva (en russe : Ирина Витальевна Баева, transcription française Irina Vitalievna Baïeva) née le 25 octobre 1992, est une actrice de télévision et mannequin russe qui effectue sa carrière essentiellement au Mexique. Elle est surtout connue pour le rôle de Daniela Montenegro dans le drama télénovela Pasión y poder ; son deuxième rôle majeur a été dans le drama Vino el amor. Elle tient ensuite le rôle féminin principal dans Me declaró culpable. Elle a ensuite joué le rôle antagoniste de Jimena Ortiz daña “El dragón” et dans la même année 2020 elle a joué le rôle antagoniste de Masha dans « Soltero con hijas ».

## Biographie
Irina Baeva a terminé ses études primaires et secondaires à Moscou en Russie. Elle a étudié l'espagnol et a appris à parler en regardant des telenovelas. Elle a ensuite commencé des études à l'Université d'État de Moscou dans les domaines du journalisme et des relations publiques mais les a abandonnées pour poursuivre une carrière d'actrice.
En 2012, elle étudie le théâtre et l'art dramatique au centre d'éducation d'arts de la chaîne de télévision mexicaine Televisa. Puis elle obtient son diplôme.
En 2014, elle fait ses débuts sur le petit écran mexicain dans la telenovela Muchacha italiana viene a casarse en interprétant le personnage de Katia Ruiz, les acteurs principaux de la série étant Livia Brito et José Ron. En 2015, elle participe a près de 126 épisodes sur 136 de la telenovela Pasion y Poder (« Passion et pouvoir ») dans le rôle de Daniela Montenegro Perez aux côtés des acteurs principaux Fernando Colunga, Jorge Salinas, Marlene Favela et Susana Gonzalez,. La même année, elle est nommée aux Premios TVyNovelas dans la catégorie « Révélation féminine de l'année ». En 2016, elle obtient son premier rôle principal dans la telenovela Vino el Amor (« l'ivresse de l'amour ») pour le personnage de Luciana Munoz Estrada avec Gabriel Soto, Azela Robinson, Christian de la Campa et Cynthia Klitbo. En 2017, elle est l'une des principales actrices de Me Declaro Coupable où elle incarne Natalia Urzua Monroy avec Daniela Castro, Juan Diego Covarrubias, Juan Soler et Mayrin Villanueva. En 2019, elle obtient un des rôles principal dans la série El Dragón ou elle incarne Jimena Ortiz avec Sebastián Rulli, Renata Notni. À partir de 2021, elle revient dans une nouvelle telenovela, incarant Derba Puig, la « méchante » d'Amor dividido.

## Carrière
- 2014-2015 : Muchacha italiana viene a casarse : Katia
- 2015-2016 : Pasión y poder : Daniela Montenegro Pérez
- 2016-2017 : Vino el amor : Luciana Muñoz Estrada
- 2017-2018 : Me declaro culpable : Natalia Urzúa
- 2019-2020 : El dragón : Jimena Ortiz
- 2019-2021 : Soltero con hijas : Masha Simonova
- 2021- : Amor dividido : Debra Puig